# Nikotinfritt snus
Originalet munsnus är gjort av finmalen tobak behandlad med koksaltlösning och natriumkarbonat. Den fermenteras eller pastöriseras i värmeprocesser och blandas sedan med aromer för smaksättning. Snus som är avsett för oralt bruk placeras under överläppen. Nikotinet transporteras genom blodet när det tagits upp av kroppen.
Tobak, som ingår i de flesta snussorter, kan medföra cancer, olika hjärt- och kärlsjukdomar samt lungsjukdomar. 
En produkt som kan ersätta snus med tobak och nikotin är nikotinfritt snus som ofta även är tobaksfritt. Ersättningsingredienser kan vara majsfiber och olika växtfibrer. Dock har även detta negativa konsekvenser i form av karies. Majsfibrer bryts ner till socker som sedan tas hand om av bakterier i munnen vilket medför att karies bildas. Dessa bakterier skapar en syra från sockret som sedan fräter på rotytan och kan skapa hål i tänderna. Även PH-värdet i munnen förändras av nikotinfritt snus genom att det sänks och det blir surare. 
Nikotinfritt snus väljs ofta av forna snusare.
Swedish Match är Sveriges främsta leverantör av snus och portionsprodukter utan tobak. De erbjuder både vanligt snus och den tobaksfria varianten, till exempel Onico och Qvitt som finns i olika smaker.
Några olika märken som erbjuder nikotinfritt snus och vilka smaker som finns. 
| Märken   | Smaker                                                                             |
| Kickup   | - Strong - Real White - Real White Soft Mint                                       |
| Onico    | - Original - Pepparmint - Lakrits - Pure White                                     |
| Qvitt    | - Original - Salmiak - Wild Mint                                                   |
| Xqs      | - Original - Black shot, turkisk peppar - Winter, frisk mentol - Lössnus - Lakrits |
| Zeroberg | - Lakrits - Icemint - Strong - Original                                            |